# Leptotarsus manicatus
Leptotarsus manicatus är en tvåvingeart som först beskrevs av Osten Sacken 1888.  Leptotarsus manicatus ingår i släktet Leptotarsus och familjen storharkrankar. Inga underarter finns listade i Catalogue of Life.